# 詹姆斯·鄧恩
詹姆斯·鄧恩（英語：James D. G. Dunn，1939年10月21日—2020年6月26日），又譯為鄧雅各，小名吉米·鄧恩（Jimmy　Dunn），英國新約學者，曾任杜倫大學神學教授。他最主要的研究領域為使徒保羅，為保羅新觀（New Perspective on Paul）的提出者之一。

## 生平
在格拉斯哥大學取得神學學士與神學碩士，於劍橋大學取得文學博士與神學博士。

## 外部連結
- 詹姆斯·鄧恩教授首頁 （页面存档备份，存于）
- 保羅新觀 （页面存档备份，存于）